# Cal Sanmartí (Abrera)
Cal Sanmartí és una obra modernista d'Abrera (Baix Llobregat) inclosa a l'Inventari del Patrimoni Arquitectònic de Catalunya.

## Descripció
Casa modernista, l'única d'aquest estil en la localitat. De l'obra original tan sols es conserva la façana, ja que els interiors foren enderrocats i refets de nou a principis dels anys noranta del segle xx. Està estructurada en planta baixa i dos pisos superiors rematats amb una cornisa mixtilínia. Als dos pisos hi ha tres balcons per pis amb la barana de ferro. La planta baixa i el primer pis se separen per una sanefa de rajoles de color vers, blau i blanc amb motius vegetals; altre sanefa separa el primer pis del segon i a aquest de l'acabament de la façana. Al centre i als costats de la façana es representen fulles de geganta.

## Història
Fou propietat dels Santmartí que vivien als baixos i també hi tenien un estanc. L'actual propietària,anomenada la Fana, ha fet reformar la casa (1993- 1995) respectant tan sols els murs exteriors.